# 凱歌堂

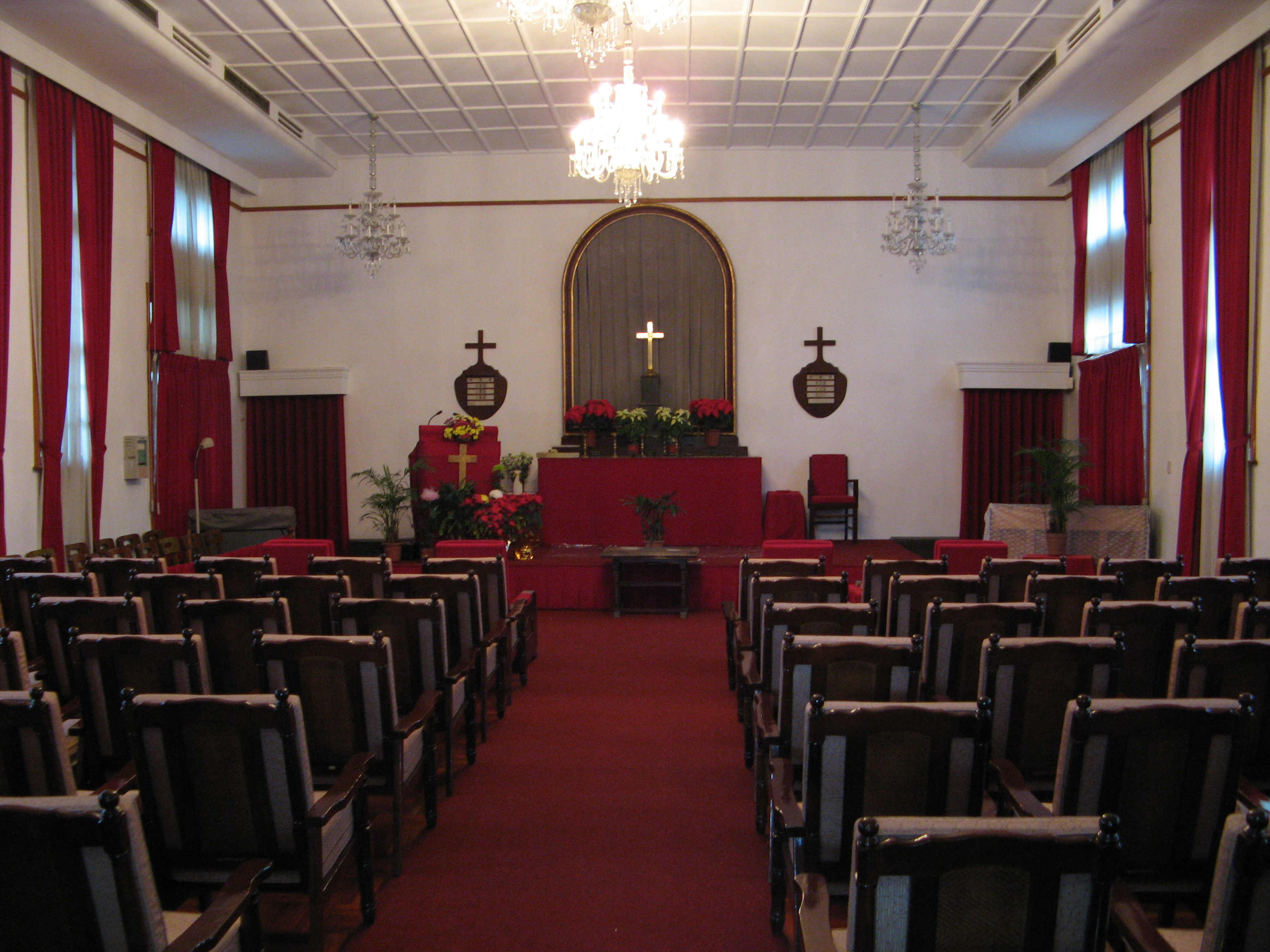
台北凱歌堂內部

凱歌堂有两处，分别位于南京市及台北市，均为前中華民國總統蔣中正夫婦官邸内的小聖堂。

## 南京凱歌堂
南京凱歌堂位于南京市玄武区中山陵9号，钟山风景区内的小红山官邸内。这是一座建筑建于1931年-1934年的中国古典式3层建筑，顶覆绿色琉璃瓦。此处抗战以前为蒋中正夫妇前去中山陵谒陵的休息室。战争结束后，蒋氏夫妇常在此居住，并将客厅改建为内部教堂，称为“凯歌堂”。1984年，小红山官邸（俗称美龄宫）成为对外开放参观的旅游景点，室内陈设均按原样布置。2001年，“小红山官邸”作为“原国民政府旧址”的一部分被列为全国重点文物保护单位。

## 台北凱歌堂

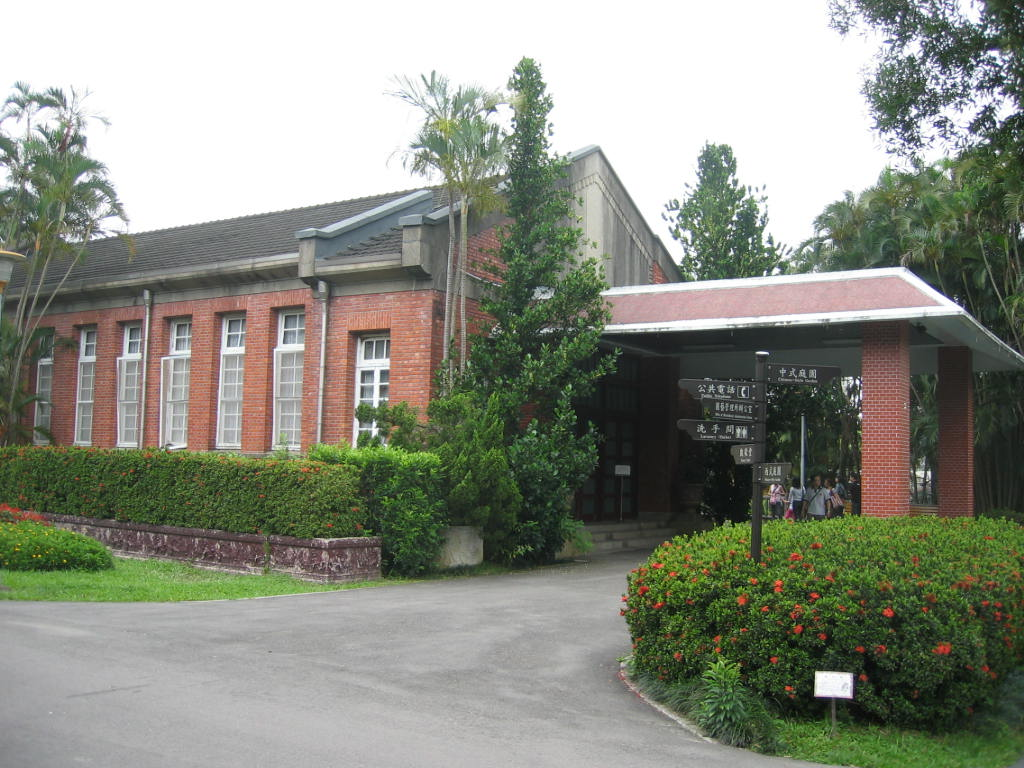
士林官邸的凱歌堂

台北凱歌堂位于台北市士林區中山北路五段和福林路交界福林路60號，士林官邸内正房旁，是一座独立建筑物，興建於1950年，外觀為紅瓦，是蔣中正夫婦的小聖堂。周联华曾任该堂牧师。該建築在2000年7月14日指定為直轄市定古蹟，之後於2005年5月25日被指定為國定古蹟，2011年1月2日開放。